# Algebra skupova
Algebra skupova neprazna je sveukupnost podskupova nekoga skupa {\displaystyle \Omega } zatvorena u odnosu na konačan broj operacija na njima.
Formalno, Familija {\displaystyle {\mathcal {A}}} podskupova od {\displaystyle \Omega } ({\displaystyle {\mathcal {A}}} {\displaystyle \subseteq {\mathcal {P}}(\Omega )} jest algebra skupova (na {\displaystyle \Omega }) ili, kraće, algebra, ako vrijede sljedeća tri svojstva: 
- (A1) {\displaystyle \emptyset \in {\mathcal {A}}},
- (A2) {\displaystyle A,B\in {\mathcal {A}}\implies A\cup B\in {\mathcal {A}}},
- (A3) {\displaystyle A\in {\mathcal {A}}\implies A^{\mathsf {c}}\in {\mathcal {A}}} (zatvorenost na komplementiranje), gdje je {\displaystyle A^{\mathsf {c}}=\Omega \setminus A}.

Direktne posljedice ove definicije su te da je: 
- {\displaystyle \Omega \in {\mathcal {A}}},
- {\displaystyle A,B\in {\mathcal {A}}\implies A\cap B\in {\mathcal {A}}} te
- {\displaystyle A,B\in {\mathcal {A}}\implies A\setminus B\in {\mathcal {A}}}.
- Konačno, indukcijom se dobije da iz zatvorenosti na dvočlane unije i presjeke redom slijedi zatvorenost na konačne unije i presjeke, odnosno da za {\displaystyle n\in \mathbb {N} } iz {\displaystyle A_{1},...,A_{n}\in {\mathcal {A}}} slijedi

{\displaystyle \bigcup _{i=1}^{n}A_{i}\in {\mathcal {A}}} i slično {\displaystyle \bigcap _{i=1}^{n}A_{i}\in {\mathcal {A}}}.

## Primjeri
»Najmanja« i »najveća« algebra (u smislu inkluzije) na {\displaystyle \Omega } jest {\displaystyle \{\emptyset ,\Omega \}}, odnosno {\displaystyle {\mathcal {P}}(\Omega )}. Te algebre nazivamo trivijalnim. Također, za proizvoljan {\displaystyle A\subseteq \Omega } familija {\displaystyle \{\emptyset ,\Omega ,A,A^{\mathsf {c}}\}} je algebra. Primjer familije koja nije algebra za, recimo, {\displaystyle \Omega =\{1,2\}} jest {\displaystyle \{\emptyset ,\Omega ,\{1\}\}} jer ne sadrži {\displaystyle \{1\}^{\mathsf {c}}=\{2\}}.
Nešto složeniji primjer algebre je {\displaystyle {\mathcal {A}}=\{A\ {\text{konačan ili}}\ A^{\mathsf {c}}\ {\text{konačan}}\}}. Naime, valja provjeriti tri definirajuća svojstva algebre:
- {\displaystyle \emptyset \in {\mathcal {A}}} jer je prazan skup {\displaystyle \emptyset } konačan.
- {\displaystyle A,B\in {\mathcal {A}}}. Tvrdimo da je tada {\displaystyle A\cup B\in {\mathcal {A}}}. Postoje četiri mogućnosti:

{\displaystyle A,B} konačni. Tada je {\displaystyle A\cup B} konačan skup pa je {\displaystyle A\cup B\in {\mathcal {A}}}.
{\displaystyle A} konačan, {\displaystyle B^{\mathsf {c}}} konačan. Tada je {\displaystyle (A\cup B)^{\mathsf {c}}=A^{\mathsf {c}}\cap B^{\mathsf {c}}\subseteq B^{\mathsf {c}}} konačan pa je zaista {\displaystyle A\cup B\in {\mathcal {A}}}. Analogno se provjere slučajevi kada je {\displaystyle A^{\mathsf {c}}} konačan i {\displaystyle B} konačan, odnosno kada je {\displaystyle A^{\mathsf {c}}} konačan i {\displaystyle B^{\mathsf {c}}} konačan.
- Za {\displaystyle A\in {\mathcal {A}}} vrijedi {\displaystyle A^{\mathsf {c}}\in {\mathcal {A}}}, što se lako provjeri.

## Općeniti slučaj:σ{\displaystyle \sigma }-algebra
Neka je {\displaystyle \Omega \neq \emptyset } i neka je {\displaystyle {\mathcal {F}}\subseteq {\mathcal {P}}(\Omega )}. Kažemo da je {\displaystyle {\mathcal {F}}} {\displaystyle \sigma }-algebra skupova (kraće, {\displaystyle \sigma }-algebra) ako vrijede sljedeća tri svojstva:
- (F1) {\displaystyle \emptyset \in {\mathcal {F}}}-algebra,
- (F2) Za niz {\displaystyle (A_{n})} u {\displaystyle {\mathcal {F}}} vrijedi {\displaystyle \bigcup _{n=1}^{\infty }A_{n}\in {\mathcal {F}}} (zatvorenost na prebrojive unije),
- (F3) Za {\displaystyle A\in {\mathcal {F}}} vrijedi {\displaystyle A^{\mathsf {c}}\in {\mathcal {F}}}.

Treba uočiti da zatvorenost na prebrojive unije povlači zatvorenost na dvočlane unije pa je svaka {\displaystyle \sigma }-algebra ujedno i algebra, dok obrat ne vrijedi. Gore je dokazano da je {\displaystyle {\mathcal {A}}=\{A\subseteq \mathbb {R} |A\ {\text{konačan ili}}\ A^{\mathsf {c}}\ {\text{konačan}}\}} algebra. Neka je {\displaystyle A_{n}:=\{n\}} za {\displaystyle n\in \mathbb {N} }. Tada je očito {\displaystyle A_{n}\in {\mathcal {A}},\forall n\in \mathbb {N} } (jer su svi {\displaystyle A_{n}} konačni), ali {\displaystyle \bigcup _{n=1}^{\infty }=\mathbb {N} \notin {\mathcal {A}}}. Prema tome, svaka {\displaystyle \sigma }-algebra je algebra, ali općenito nije svaka algebra {\displaystyle \sigma }-algebra. Ipak, kada je {\displaystyle \Omega } konačan, tada se prebrojiva unija svodi na konačnu pa je u tom slučaju algebra ujedno i {\displaystyle \sigma }-algebra.
Slično kao prije, »najmanja« i »najveća« {\displaystyle \sigma }-algebra (u smislu inkluzije) na {\displaystyle \Omega } jest {\displaystyle \{\emptyset ,\Omega \}}, odnosno {\displaystyle {\mathcal {P}}(\Omega )}. Također, za proizvoljan {\displaystyle A\subseteq \Omega } familija {\displaystyle \{\emptyset ,\Omega ,A,A^{\mathsf {c}}\}} je {\displaystyle \sigma }-algebra. Također, familija {\displaystyle {\mathcal {F}}=\{A\subseteq \mathbb {R} |A\ {\text{prebrojiv ili}}\ A^{\mathsf {c}}\ {\text{prebrojiv}}\}} je {\displaystyle \sigma }-algebra.

### Generiranaσ{\displaystyle \sigma }-algebra
Za proizvoljnu familiju {\displaystyle {\mathcal {C}}\subseteq {\mathcal {P}}({\mathcal {\Omega }})} definiramo {\displaystyle \sigma }-algebru generiranu s {\displaystyle {\mathcal {C}}} kao {\displaystyle \sigma ({\mathcal {C}})=\bigcap _{{\mathcal {C}}\subseteq {\mathcal {F}}\ \sigma {\text{-algebra}}}{\mathcal {F}}}. Dakle, {\displaystyle \sigma ({\mathcal {C}})} je presjek svih {\displaystyle \sigma }-algebri koje sadrže {\displaystyle {\mathcal {C}}} kao svoj podskup. Lako se dokaže da je {\displaystyle \sigma ({\mathcal {C}})} dobro definirana te da vrijedi {\displaystyle {\mathcal {C}}\subseteq \sigma ({\mathcal {C}})}, {\displaystyle \sigma ({\mathcal {C}})\subseteq {\mathcal {G}}} za svaku {\displaystyle \sigma }-algebru {\displaystyle {\mathcal {G}}} koja sadrži {\displaystyle {\mathcal {C}}}. Dakle, {\displaystyle \sigma ({\mathcal {C}})} je, u smislu podskupovnosti, »najmanja« {\displaystyle \sigma }-algebra na {\displaystyle \Omega } koja sadrži {\displaystyle {\mathcal {C}}}.

## Napomene
1. ↑  Ovaj se pojam ne smije miješati s pojmom algebarskih svojstava i zakona skupova, odnosno algebarskim operacijama na njima.